# 漢娜·席夢
漢娜席夢（英語：Hannah Simon，是一個加拿大電視主持人、演員以及前模特兒。從2006年五月到2008年11月，她在加拿大的MuchMusic當VJ。代表作為FOX頻道的《俏妞報到》中飾演西西。